# Jardin botanique de Bordeaux
 (juin 2013).

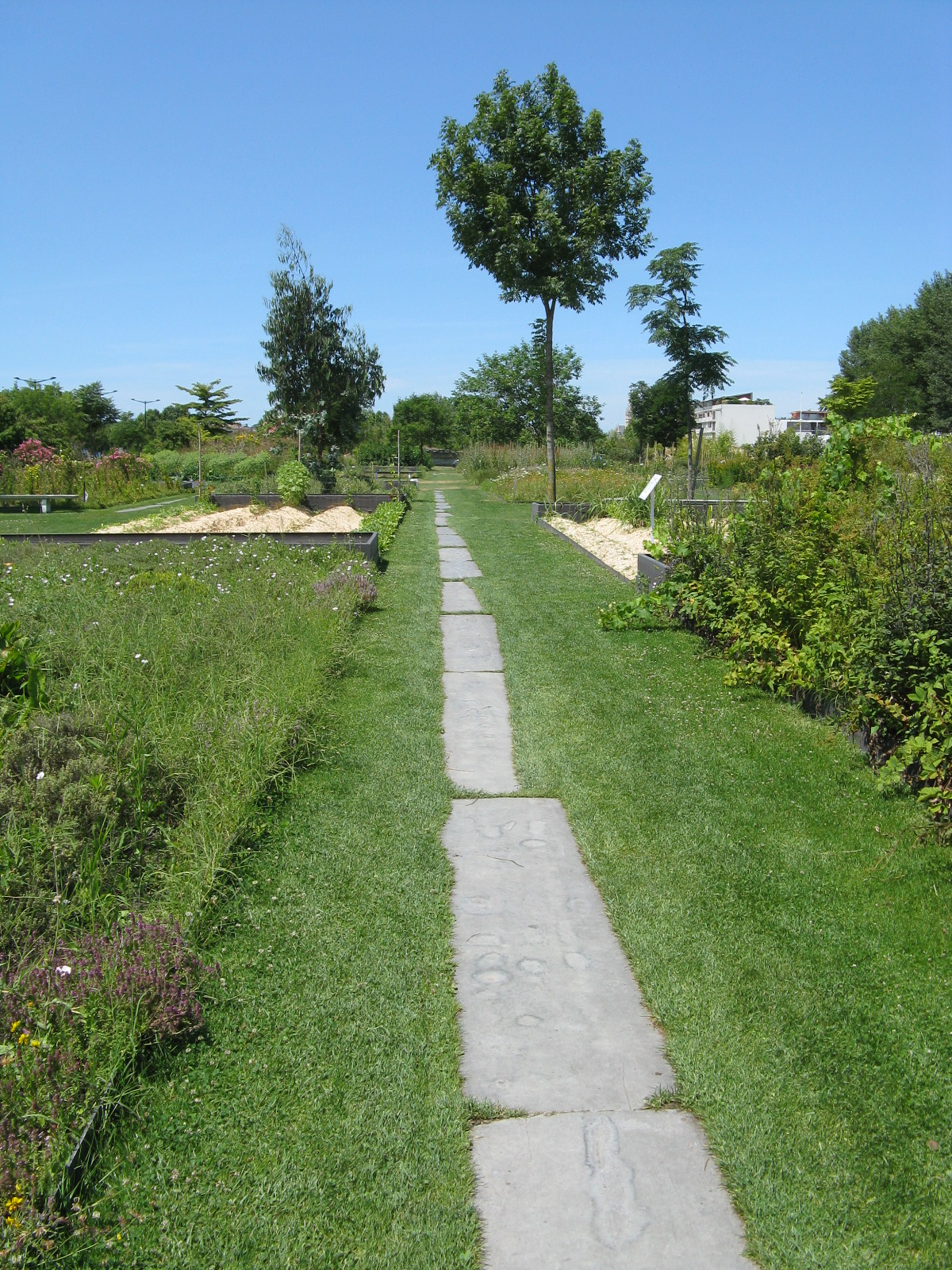
Jardin botanique de Bordeaux

Le Jardin botanique de Bordeaux, dans le département de la Gironde en France, est une institution à vocation scientifique destinée à faire découvrir à tous les publics le monde des plantes, la diversité, la nature et la gestion durable des ressources naturelles. C'est un espace de conservation et de préservation de ce patrimoine. Il est un lieu à vocation pédagogique et récréative, et un outil d'observation.

## Historique
Le jardin botanique de Bordeaux est créé en 1629 sous le nom de « Jardin des plantes ». Cet hortus medicus (« jardin médicinal »),  issu de la tradition médiévale, est un jardin des simples, où l'on cultive les plantes médicinales, condimentaires ou aromatiques. Il déménagera quatre fois. En 1750, il se retrouve rue du Jardin des plantes, à laquelle il donne son nom. En 1784, avec la vocation portuaire de Bordeaux, il devient centre d'acclimatation de plantes tropicales du monde entier. Au XIXe siècle, il prend le nom de Jardin botanique. Enfin, en 1856, il s'installe dans le jardin public de Bordeaux, profitant de vastes serres qui seront détruites en 1931. En 2001, le nouveau jardin est créé sur la rive droite de la Garonne, une première en France depuis vingt-cinq ans.
Il obtient le prix européen de Paysage Rosa Barba en 2003 et le prix Bâtiment culturel en 2007-2008 (concours « Habitat solaire, habitat d'aujourd'hui »). Il est également exposé en 2005 au Museum of Modern Art de New-York, qui vient de rouvrir.

## Missions
- Informer, éduquer, sensibiliser tous les publics à l'importance de la biodiversité et aux notions de développement durable : diffusion d'information scientifique et technique à l'aide d'outils de communication pédagogique (visites, ateliers, publications, expos, cours, TP...), formation spécialisée du personnel et perfectionnement des techniciens (échanges de personnel, accueil de stagiaires...), conseils de culture, lecture d'un paysage végétal, découverte des milieux naturels et leur mode de fonctionnement. Action particulière auprès des enfants.
- Faire connaître la réglementation internationale : le Jardin botanique de Bordeaux applique et fait connaître la Convention internationale de Washington ou CITES (Convention sur le commerce international des espèces de faunes et de flores sauvages menacées d'extinction), fait connaître la règlementation française et européenne pour la protection des espèces et de leur habitat (Directive habitat, liste d'espèces menacées, Zones Naturelles et d'Intérêt Écologique...) et explique en détail pourquoi il est indispensable de favoriser la biodiversité. Par l'intermédiaire des Jardins botaniques de France, il entretient une collaboration avec des réseaux internationaux : l'Union internationale pour la conservation de la nature (UICN), le Botanic Garden Conservation International (BGCI), l'Association internationale des jardins botaniques (IABG).
- Contribuer à la préservation des espèces végétales : actions ou programmes de conservation, collaboration avec les autorités territoriales/nationales pour tout inventaire ou expertise de plantes, diffusion de graines via un Index seminum, de plantes en respectant la charte de l'IPEN (International Plants Exchange Network)...
- Être actif dans le domaine scientifique : développement de programmes de recherche, identification de plantes, diagnostics, études de végétation, informations et documentations scientifiques (herbier, bibliothèque...).
- Appliquer le développement durable : dans le cadre de l'Agenda 21 de la Ville de Bordeaux, cet éco-site intègre sa politique dans une démarche de développement durable à travers son infrastructure et une gestion rationnelle de ressources naturelles. Pour cela, il dispose de :

− bâtiment HQE (haute qualité environnementale),
− citernes enterrées récupérant 275 m3 d'eau de pluie pour arroser une partie du jardin,
− 514 m2 de panneaux photovoltaïques sur le toit des serres,
− palissade en bois issu de matériaux de récupération (chênes de la tempête de décembre 1999),
− système d'irrigation économique et écologique inspiré de techniques ancestrales,
− plantes économes dans la serre (peu d'eau, peu de chauffage nécessaire)

## Deux jardins

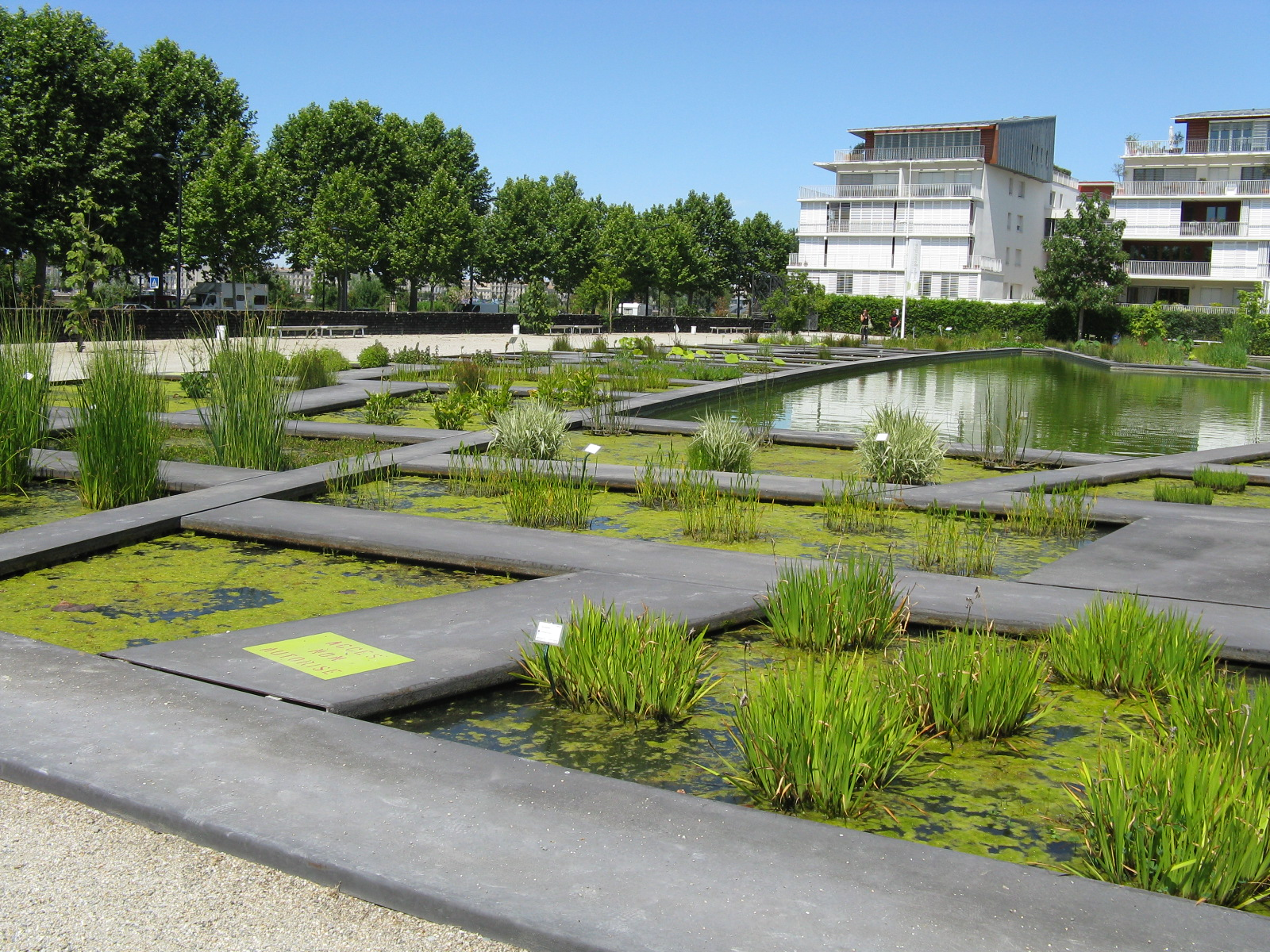
Jardin aquatique

Un jardin historique sur un demi-hectare, où les végétaux sont présentés par famille selon l'ordre phylogénétique :
- espèces indigènes : les plantes médicinales pour lesquelles il a été créé,
- espèces exotiques : les relations de Bordeaux avec l'outre-mer d'une part, la présence de l'école de santé des armées Santé navale d'autre part, expliquent le grand nombre de plantes rapportées par des navigateurs et des médecins coloniaux. La collection de plantes tropicales est remarquable.

Un jardin novateur conçu par la paysagiste Catherine Mosbach, l'architecte Françoise-Hélène Jourda, et le scénographe Raymond Sarti, qui s'étire sur 600 mètres de long et 70 de large sur la rive droite de la Garonne, dans le quartier de la Bastide. L'ensemble des thèmes évoqués dans ce jardin fait appel à des présentations originales.
- Le jardin aquatique : pour mieux appréhender les rapports étroits qui unissent l'homme à la plante... aquatique utile!
- La galerie des milieux : de part et d'autre d'une allée principale symbolisant la Garonne, de grands blocs surélevés reconstituent l'évolution des couches géologiques, des sols et de la végétations de 11 paysages naturels différents du Bassin aquitain : la dune, la forêt de fixation, la forêt d'arrière-dune, les lèdes et les étangs, la lande sèche, la lande humide, la prairie humide, la forêt de chênes pubescents, la pelouse, la prairie sèche et le coteau calcaire.
- Le champ de culture. Quarante-quatre plates-bandes pour mieux comprendre l'usage des plantes et découvrir leur rôle social, irriguées par un système écologique.
- Le jardin urbain : jardin aux allées jonchées de cailloux géants, de structure en bois, de hautes serres de verre et de parcelles pédagogiques. Le jardin urbain se retrouve à la croisée du minéral et du végétal, un bon compromis entre la ville et la nature.
- La ronde d'ornement : 450 mètres de chemin de ronde le long d'une palissade originale en bois de chêne récupéré de la tempête de décembre 1999. Avec le temps, elle sera colonisée par des plantes pionnières illustrant ainsi la dynamique végétale.
- Le jardin vertical : promenade agréable au milieu de plantes grimpantes. Différents modes naturels de fixation et de suspension y sont exposés, traduisant la nécessité vitale de cette escalade vers la lumière.
- Le jardin partagé. Le jardinage en toute simplicité et convivialité avec l'association "Les Jardins d'Aujourd'hui". Terrains d'expériences, cultures originales, animé par des jardiniers, avec la participation de volontaires. Des techniques de jardinage écologiques et économiques y sont présentées (vermicompost...)
- La cité botanique : un espace didactique dédiée aux végétaux accessible à tout public : des salles d'exposition permanente et temporaire, des serres méditerranéennes, une salle de conférences accueillant le discours de divers scientifiques sur des thématiques variées, un atelier vert accueillant les enfants pour des animations pédagogiques sur des sujets tels que la botanique, l'environnement et le développement durable, et enfin, un restaurant en harmonie avec la philosophie du Jardin. Une bibliothèque d'ouvrages scientifiques de référence et les herbiers peuvent être consultés.

## Jardin de la mémoire

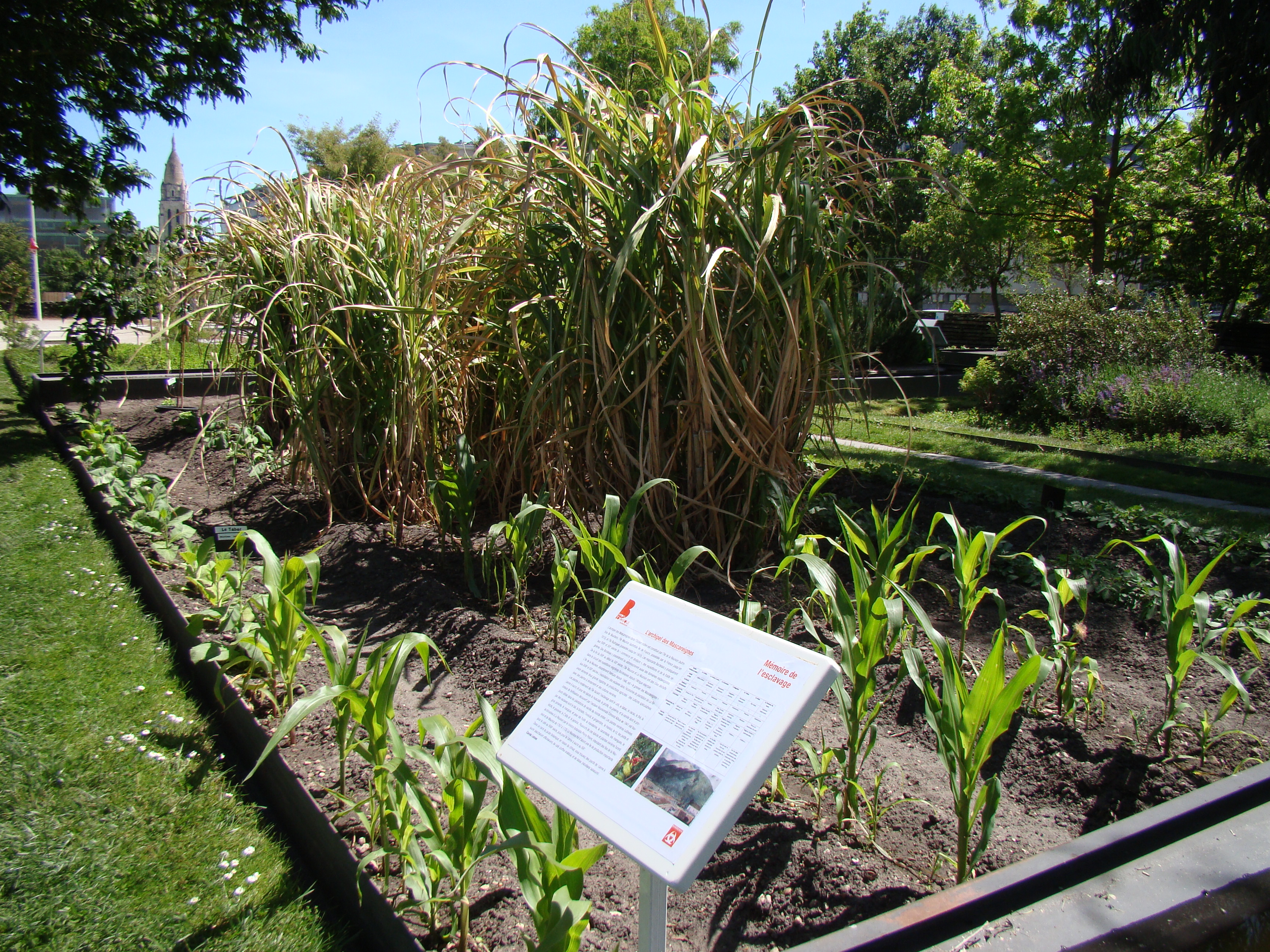
Le jardin de la mémoire.

Depuis le 12 mai 2019, une parcelle d'environ 70 m2 est dédiée aux plantes que récoltaient les esclaves africains dans les habitations coloniales. On y trouve à la fois les plantes à rendement, cultivées pour le compte des maîtres, comme le coton, le café, l'indigo, le tabac, la canne à sucre ; mais aussi les plantes qui nourrissaient les captifs tels le maïs, la pomme de terre et le manioc. Le climat de Bordeaux ne permettant pas la culture de toutes les plantes, il manque des espèces comme le cacao, les épices (muscade, poivre, vanille…) et certains arbres fruitiers (goyavier).